# رولاند سولومون
رولاند سولومون (بالإنجليزية: Roland Solomon)‏ هو لاعب كرة قدم أمريكية أمريكي، ولد في 6 فبراير 1956 في فورت وورث في الولايات المتحدة.

## وصلات خارجية
- رولاند سولومون على موقع مرجع كرة القدم المحترفة.كوم (الإنجليزية)